# Rhamphomyia distincta
Rhamphomyia distincta är en tvåvingeart som beskrevs av Frey 1950. Rhamphomyia distincta ingår i släktet Rhamphomyia och familjen dansflugor. Inga underarter finns listade i Catalogue of Life.